# Paritet av noll

Vågskålarna på denna balansvåg innehåller noll föremål, som har fördelats jämnt mellan vågskålarna.

Pariteten av noll är jämn. Det betyder att i valet mellan jämn och udda, är noll ett jämnt tal. 
Det enklaste sättet att bevisa detta är att undersöka hur talet 0 stämmer in på definitionen för jämna tal: Det är en heltalsmultipel av 2, nämligen 0 × 2. Som följd av detta har noll alla de egenskaper som kännetecknar jämna tal: Det är delbart med 2, det är granne på båda sidor med udda nummer (-1 och 1), 0 är summan av ett heltal taget två gånger (0+0=0) och 0 kan delas i två lika stora delar, se bilden till höger.

## Varför noll är jämnt
Standarddefinitionen av jämna tal kan direkt användas för att bevisa att talet noll är jämnt. Ett tal är jämnt om det är en heltalsmultipel av 2. Exempelvis är talet 10 jämnt eftersom det är lika med 5 · 2. På samma sätt är noll jämnt eftersom det är lika med 0 · 2. Ekvivalent med den definitionen är att ett tal är jämnt om man kan dela det i två grupper med lika många i varje. Talet noll är då jämnt eftersom man kan dela det i två grupper med noll i varje.
Man kan också förklara varför noll är jämnt utan att hänvisa till den formella definitionen. Följande förklaringar hänvisar till fundamentala egenskaper hos tal för att beskriva jämna tal och hur de kan appliceras på noll.

### Grundläggande förklaringar

Rutan med noll figurer har inga oparade figurer och innehåller alltså ett jämnt antal figurer.

Om man har ett antal objekt kan man använda tal för att beskriva hur många objekten är. Talet noll beskriver då att man inte har några objekt alls. Mer formellt beskriver det den tomma mängden. Om man då kan dela upp objekten i två grupper är talet jämnt när det inte blir något objekt över. Blir det ett objekt över är talet istället udda. Om man har noll objekt kan de delas i två grupper där båda grupperna innehåller noll objekt och det inte heller blir något objekt över, alltså är noll ett jämnt tal. Detta kan illustreras genom att rita objekten i par. Det kan vara svårt att illustrera noll grupper av par eller att det inte då blir något objekt över. Därför kan man rita flera olika antal och jämföra dem med noll. Till exempel för talet fem blir det två par och en som blir över. Alltså är fem udda. För fyra blir det också två par men inget objekt över och fyra är ett jämnt tal. För talet ett blir det inga par men ett objekt över så ett är udda. För noll blir det inget objekt över så noll är jämnt.
Tal kan också visas på en tallinje. Om då udda och jämna tal särskiljs syns tydligt ett mönster, särskilt om också de negativa talen tas med:

Tallinje med udda och jämna tal markerade.

Eftersom jämna och udda tal alternerar kan man om man börjar med ett jämnt tal räkna upp eller ner med två i taget alltid nå andra jämna tal och då också noll. Samma sak gäller för udda tal, men då kan noll inte nås.

## Livliga diskussioner om det jämna talet noll
Det har tidvis rått livliga diskussioner på internet och i media om nollan som jämnt tal. Emellanåt blir resultaten av diskussionerna rätt godtyckliga.
Den amerikanske lingvisten Joseph Grimes menar att frågan "Är noll ett jämnt eller udda tal?" är en bra fråga att ställa till gifta par, om man vill få dem att gräla.
Personer som menar att noll varken är jämnt eller udda använder bevisen för att noll är ett jämnt tal som bevis på att varje regel har sitt undantag.
Vid millennieskiftet kom ett par ovanliga milstolpar i medialt fokus. Det gällde "1999-11-19" som var det sista datum som inom överskådlig tid bestod av enbart udda siffror. Det gällde vidare "2000-02-02" som var det första datum med enbart jämna siffror som skulle inträffa, på mer än ett årtusende.
Eftersom dessa påståenden baserades på att noll är ett jämnt tal, opponerade sig många läsare, till exempel:
| ” | … enligt matematiker är noll tillsammans med negativa tal varken udda eller jämnt. | „ |

| ” | Jag håller med om att noll är ett jämnt tal, men räcker det verkligen att säga att beviset är att 0=2x0? Enligt den logiken från en filosofie doktor i matematik, så är noll också udda, eftersom 0=0x1! | „ |

I prov- och testsituationer är det klokt att komma ihåg att noll är ett jämnt tal.

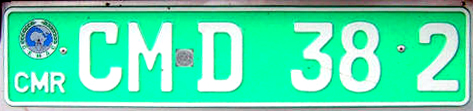
Kamerunsk registreringsskylt.

I länder där ransonering enligt udda–jämnt-metoden förekommer, blir frågan om nollan som jämnt tal viktig. Metoden för ransonering används för att halvera förbrukningen, till exempel av drivmedel till bilar. I det fallet får registreringsskylten avgöra. För att fördela drivmedel till halva fordonsparken är det givet att låta 0, 2, 4, 6, 8 på jämnt datum följas av 1, 3, 5, 7, 9 på udda, med noll naturligt placerat bland de jämna talen.
Men 1977 ledde systemet vid en ransonering i Paris till att polisen avvisade förare med registreringsskyltar som slutade med siffran 0, eftersom de var osäkra på om noll var ett jämnt tal.
För att undvika sådan förvirring lagstiftar länder ibland att nollan är ett jämnt tal. Det har skett i bland annat Maryland i östra USA och i Nya Sydwales i Australien.
På amerikanska flottans fartyg är hytterna på babords sida numrerade med jämna nummer. Noll är dock reserverat för hytter efter centrumlinjen.
I roulette räknas nollan varken som jämn eller udda och ger kasinot en liten fördel. På samma sätt kan regeln om nollan ska räknas som jämnt tal eller inte inverka på oddsen i ett antal olika hasardspel.
Också leken “Udda och jämnt” påverkas: Om båda spelarna visar noll fingrar blir det totala antalet fingrar noll, varför den spelare som valt jämnt vinner.